# Eremophila gibsonii
Eremophila gibsonii är en flenörtsväxtart som beskrevs av Ferdinand von Mueller. Eremophila gibsonii ingår i släktet Eremophila och familjen flenörtsväxter. Inga underarter finns listade i Catalogue of Life.